# Alfred von Waldersee
Alfred Heinrich Karl Ludwig Graf von Waldersee (Potsdam, 8 de Abril de 1832 — Hanôver, 5 de Março de 1904) foi um marechal-de-campo prussiano. Waldersee comandou unidades militares em Hanôver, foi chefe do Estado-Maior (1888-1891) e comandante supremo do contingente multinacional de tropas empregadas na repressão ao Levante dos Boxers.